# خانه ارشادی
خانه ارشادی مربوط به دوره قاجار است و در اردبیل، خیابان کاشانی، کوچه اوچدکان واقع شده و این اثر در تاریخ ۱۰ دی ۱۳۸۱ با شمارهٔ ثبت ۶۶۸۶ به‌عنوان یکی از آثار ملی ایران به ثبت رسیده است.